# Paul Guttmann (Mediziner)

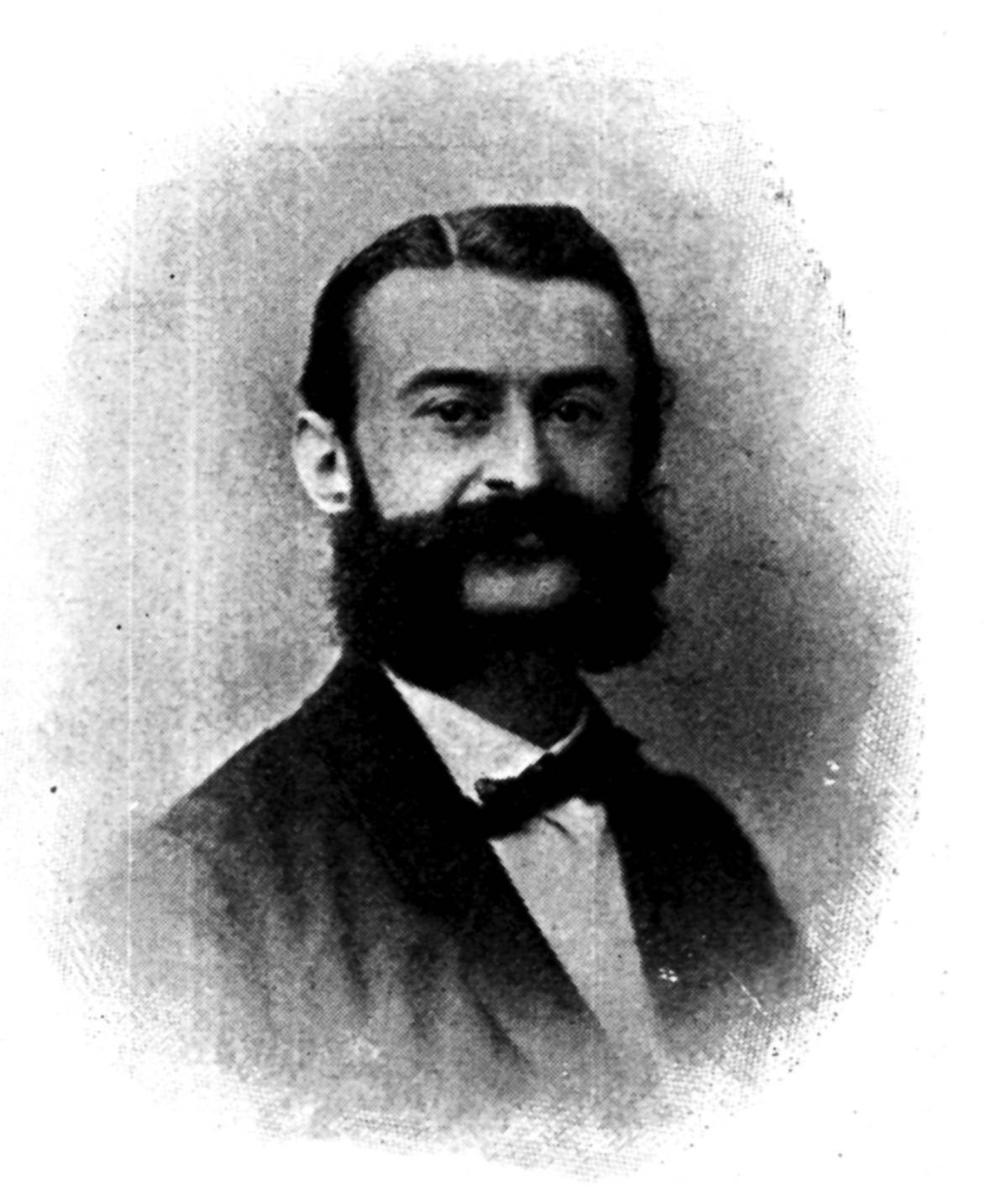
Paul Guttmann

Paul Guttmann (* 9. September 1834 in Ratibor, Oberschlesien; † 24. Mai 1893 in Berlin) war ein deutscher Pathologe, Physiologe und Sachbuchautor.

## Leben und Beruf
Dem Rat Hans von Bülows folgend studierte Paul Guttmann Medizin an der Friedrich-Wilhelms-Universität Berlin, an der Julius-Maximilians-Universität Würzburg und an der Universität Wien. Er war Assistent bei Wilhelm Griesinger und Ludwig Traube.
Im Jahr 1858 erhielt er die Promotion und praktizierte in den Jahren 1859 bis 1866 in Berlin. 1867 wurde er Privatdozent an der Universität Berlin. 1871 wurde er aufgrund einer Intrige an der Charité mit seinem Kollegen Albert Eulenburg, der ebenfalls Assistenzarzt an der Charité gewesen war, entlassen. Seit 1869 war nicht mehr Wilhelm Griesinger der Leiter der Psychiatrie an der Charité, da dieser schwer erkrankt war und 1868 verstarb, sondern seit 1869 Carl Westphal. Zwischen Westphal und Griesinger hatte es zuvor Spannungen gegeben und Griesinger wollte ihn nicht als Nachfolger, sondern jüngere Kräfte, und wollte ihn wegloben, Westphal hatte aber in Form des Verwaltungsdirektors der Charité, der sein Onkel war, einen wichtigen Fürsprecher. Nach Einschätzung von Eulenburg waren sie Opfer einer bösartigen Intrige, die beinahe ihre Karriere zerstörte. Sie wandten sich an den zuständigen Staatssekretär Hermann Lehnert im preußischen Kultusministerium, der einsah, dass er (so Eulenburg) getäuscht worden sei, und sie als Geste des Ausgleichs noch vor seinem Ableben 1871 zu Examinatoren der medizinischen Staatsprüfung machte. Paul Guttmann und Albert Eulenburg führten danach zusammen eine Privatklinik und untersuchten die Rolle des Sympathikus. Als Nachfolger Heinrich Curschmanns wurde er im Jahr 1879 Direktor beim Städtischen Krankenhaus Moabit in Berlin. Seine Assistenten waren Hermann Frank und der Kinderarzt Hugo Neumann. Mit Paul Ehrlich forschten sie an der Tuberkulose und an der Malaria.
Nach ihm ist das Guttmannsche Zeichen benannt, ein beim Morbus Basedow fühl- und mit dem Stethoskop hörbares Schwirren über der geschwollenen Schilddrüse.
Paul Guttmann veröffentlichte mehrere medizinische Publikationen und gab das Jahrbuch für den praktischen Arzt heraus.
Laut Julius Pagel (in der Allgemeinen Deutschen Biographie) war er einer der beliebtesten Ärzte Berlins, von sympathischer, liebenswürdiger Erscheinung und von „großer Herzensgüte“. Er wollte ursprünglich Musiker werden, ließ den Plan aber auf Anraten von Hans von Bülow fallen. n Hans v. Bülow diesen Plan fallen ließ. Als Mensch war G. durchaus sympathisch, liebenswürdig, von großer Herzensgüte. Er leitete in Berlin das sogenannte „Barackenlazareth“.

## Werke
- Lehrbuch der klinischen Untersuchungs-Methoden: Für die Brust- und Unterleibs-Organe mit Einschluss der Laryngoskopie. Verlag A. Hirschberg, Berlin 1872 (Textarchiv – Internet Archive).
- Mit Albert Eulenburg: Die Pathologie des Sympathicus auf physiologischer Grundlage. Verlag August Hirschwald, Berlin 1873.
- Ein Handbuch der physikalischen Diagnostik. Bestehend aus dem Hals, Thorax und Abdomen. The New Sydenham Society, London 1879.
- Beiträge zu Albert Eulenburgs Real-Encyclopädie der gesammten Heilkunde. Erste Auflage.
  - Band 1 (1880) (Digitalisat); S. 122–129: Addison’sche Krankheit; S. 417–428: Aorta; S. 659–677: Auscultation
  - Band 2 (1880) (Digitalisat); S. 15–22: Basedow’sche Krankheit
  - Band 6 (1881) (Digitalisat), S. 221–224: Hämoptysis; S. 439–463: Herzklappenfehler
  - Band 10 (1882) (Digitalisat), S. 442–465: Percussion
  - Band 13 (1883) (Digitalisat), S. 3–14: Sputa